# Bataille de Norada
La bataille de Norada se déroule au cours de l'époque Sengoku de l'histoire du Japon, entre les forces commandées par Azai Nagamasa et celles de Rokkaku Yoshikata en 1560.
Azai Nagamasa est jusqu'alors vassal du clan Rokkaku dont il cherche à s'émanciper ; de son côté, Rokkaku Yoshikata cherche à consolider son pouvoir en assujettissant les Azai. Les forces de Rokkaku Yoshikata se montent à 25 000 hommes et surpassent les forces d'Azai Nagamasa de plus du double puisque celles-ci comptent seulement 11 000 combattants. Les deux parties arrivent sur le champ de bataille sans entrave et, même avant de s'engager, les troupes de Rokkaku défont l'armée de Dodo Kuranosuke. Après cette facile escarmouche, ils croient avoir déjà gagné le conflit. Très motivées sous Nagamasa, ses troupes chargent sans inhibition et dans le chaos de la bataille, les forces Rokkaku s'effondrent et se retirent sous de lourdes pertes.
Le clan Azai évince son chef défunt Azai Hisamasa et le remplace par Nagamasa. Le clan Rokkaku tombe dans le désarroi avec ses vassaux et remet en question le régime de Yoshikata ; sa force affaiblie ne reviendra jamais à son niveau précédent.
Il semble que ce soit de cette façon que Nagamasa (Katamasa, à l'époque) s'est attiré l'attention bienveillante de Oda Nobunaga, lui-même ayant triomphé un peu plus tôt du clan Imagawa de façon spectaculaire, à la bataille d'Okehazama. Le seigneur du clan Oda lui donna alors — en signe d'amitié — sa sœur en mariage, O-Ichi no kata, qui était réputée pour être l'une des plus belles femmes de son temps. C'est après cela qu'Azai Katamasa changea son prénom « Nanori » en « Nagamasa », selon une vieille tradition samouraï symbolisant des liens d'amitié.

## Source de la traduction
- (en) Cet article est partiellement ou en totalité issu de l’article de Wikipédia en anglais intitulé « Battle of Norada » (voir la liste des auteurs).